# Лёкъю (приток Хейгияхи)
Лёкъю — река в России, протекает по Ямало-Ненецкому и Ханты-Мансийскому автономным округам. Устье реки находится в 231 км по левому берегу реки Хейгияха. Длина Лёкъю составляет 34 км.

## Данные водного реестра
По данным государственного водного реестра России, Лёкъю относится к Нижнеобскому бассейновому округу. Водохозяйственный участок реки — Надым. Речного подбассейна Лёкъю не имеет, её речной бассейн — Надым.
Код объекта в государственном водном реестре — 15030000112115300050491.